# Villa Gallotti
Villa Gallotti è una villa nobiliare ubicata sul promontorio di Posillipo, a Napoli, inserita in un parco privato cui si accede attraverso un lungo viale immerso nel verde. Al termine di una tortuosa stradina che congiunge la collina posillipina al mare, un muraglione in tufo, dotato di merli e scalette di collegamento con la riva e al quale è attaccato un piccolo molo, delimita la proprietà.
Il nucleo più antico della fabbrica, di cui abbiamo testimonianza nella veduta Baratta del 1629, è indicato come palazzo di Gironimo Sizzano. Nel 1644 l'edificio e i circostanti terreni furono acquistati all'abate Diego Passaro; pochi anni dopo, la proprietà passò alla famiglia Ferraro che la mantenne fino al 1816, quando la villa fu venduta ai conti di Lancellotti.
Appena due anni dopo, l'aristocratica inglese Elizabeth Craven comprò la villa e i terreni circostanti, utilizzando parte di essi per costruire un nuovo edificio, villa Craven.
Nel corso del XIX secolo, molti diversi proprietari si avvicendarono. Nel 1834 l'imprenditore Domenico Gallotti acquistò la maggior parte dei terreni superstiti (masseria, vigneti, seminativi alberati ed incolti ed casamenti vari); parte della villa appartiene tuttora ai suoi discendenti, tra cui marialuigia gallotti.

## Struttura
La pianta della villa è rettangolare e si articola su tre livelli, con tipologia a blocco. Tanto la struttura quanto le fondamenta sono in tufo a blocchi regolari, mentre i solai della villa sono in ferro e tavelloni.
Un basso pronao quadrato, aperto sui lati da tre archi e coperto da una volta a vela, precede l'ingresso della villa, mentre un cornicione merlato chiude la sovrastante terrazza.